# Alain Maréchal
Alain Maréchal (Maule, 27 de julio de 1939) es un deportista francés que compitió en ciclismo en la modalidad de pista. Ganó una medalla de bronce en el Campeonato Mundial de Ciclismo en Pista de 1965, en la prueba de medio fondo.

## Medallero internacional
| Campeonato Mundial | Campeonato Mundial     | Campeonato Mundial | Campeonato Mundial |
| Año                | Lugar                  | Medalla            | Competición        |
| ------------------ | ---------------------- | ------------------ | ------------------ |
| 1965               | San Sebastián (España) | Medalla de bronce  | Medio fondo (A)    |